# Campionati del mondo di duathlon long distance del 2001
I Campionati del mondo di duathlon long distance del 2001 (V edizione) si sono tenuti a Zofingen in Svizzera.
Tra gli uomini ha vinto lo svizzero Olivier Bernhard, mentre la gara femminile è andata alla svizzera Karin Thürig.

## Risultati

### Élite uomini
| Pos. | Atleta                | Paese     | Corsa | Bici    | Corsa   | Totale  |
| ---- | --------------------- | --------- | ----- | ------- | ------- | ------- |
|      | Olivier Bernhard      | Svizzera  | 28:54 | 4:04:36 | 1:57:02 | 6:32:09 |
|      | Felix Martinez        | Spagna    | 28:09 | 4:05:03 | 2:00:41 | 6:36:14 |
|      | Olaf Sabatschus       | Germania  | 28:54 | 4:08:54 | 2:04:48 | 6:44:34 |
| 4    | Daniel Keller         | Svizzera  | 30:37 | 4:06:52 | 2:09:33 | 6:49:07 |
| 5    | Juan Carlos Apilluelo | Spagna    | 28:53 | 4:12:24 | 2:07:51 | 6:51:52 |
| 6    | Henrik Svarre         | Danimarca | 30:35 | 4:16:21 | 2:04:55 | 6:54:56 |
| 7    | Richard Grämiger      | Svizzera  | 29:42 | 4:12:25 | 2:10:55 | 6:55:07 |
| 8    | Vincent Aldebert      | Francia   | 29:16 | 4:22:36 | 2:02:03 | 6:57:29 |
| 9    | Norbert Huber         | Germania  | 31:35 | 4:21:14 | 2:06:20 | 7:02:23 |
| 10   | Marc Pschebizin       | Germania  | 29:17 | 4:16:09 | 2:18:04 | 7:05:11 |

### Élite donne
| Pos. | Atleta                | Paese       | Corsa | Bici    | Corsa   | Totale  |
| ---- | --------------------- | ----------- | ----- | ------- | ------- | ------- |
|      | Karin Thürig          | Svizzera    | 33:08 | 4:14:46 | 2:25:58 | 7:16:57 |
|      | Erika Csomor          | Ungheria    | 31:21 | 4:46:47 | 2:13:11 | 7:34:47 |
|      | Ariane Schumacher     | Svizzera    | 34:22 | 4:33:38 | 2:25:11 | 7:36:19 |
| 4    | Susanne Rufer         | Svizzera    | 32:21 | 4:40:25 | 2:25:19 | 7:40:41 |
| 5    | Maribel Blanco        | Spagna      | 33:15 | 5:00:52 | 2:28:52 | 8:06:09 |
| 6    | Maria Heim            | Svizzera    | 36:11 | 4:58:29 | 2:27:54 | 8:07:07 |
| 7    | Maja Jacober          | Svizzera    | 37:30 | 4:50:13 | 2:36:15 | 8:08:24 |
| 8    | Danielle Lentz        | Lussemburgo | 35:55 | 5:03:09 | 2:32:53 | 8:15:43 |
| 9    | Mariska Kramer-Postma | Paesi Bassi | 36:25 | 5:16:31 | 2:31:51 | 8:28:12 |
| 10   | Martine Van Hoolandt  | Belgio      | 37:50 | 5:02:50 | 2:45:44 | 8:29:53 |